# العلاقات الطاجيكستانية الفنزويلية
العلاقات الطاجيكستانية الفنزويلية هي العلاقات الثنائية التي تجمع بين طاجيكستان وفنزويلا.

## مقارنة بين البلدين
هذه مقارنة عامة ومرجعية للدولتين:
| وجه المقارنة                                              | طاجيكستان                          | فنزويلا                                  |
| --------------------------------------------------------- | ---------------------------------- | ---------------------------------------- |
| المساحة (كم2)                                             | 143.10 ألف                         | 916.45 ألف                               |
| عدد السكان (نسمة)                                         | 8.92 مليون                         | 28.87 مليون                              |
| الكثافة السكانية (ن./كم²)                                 | 62.33                              | 31.5                                     |
| العاصمة                                                   | دوشنبه                             | كاراكاس                                  |
| اللغة الرسمية                                             | اللغة الطاجيكية                    | اللغة الإسبانية، لغة الإشارة الفنزويلية ‏ |
| العملة                                                    | ساماني طاجيكي، الروبل الطاجيكستاني | بوليفار فنزويلي                          |
| الناتج المحلي الإجمالي (بليون دولار)                      | 7.15 مليار                         | 482.36 مليار                             |
| الناتج المحلي الإجمالي (تعادل القوة الشرائية) بليون دولار | 24.03 مليار                        |                                          |
| الناتج المحلي الإجمالي الاسمي للفرد دولار أمريكي          | 925                                |                                          |
| الناتج المحلي الإجمالي للفرد دولار أمريكي                 | 2.69 ألف                           |                                          |
| مؤشر التنمية البشرية                                      | 0.624                              | 0.762                                    |
| رمز المكالمات الدولي                                      | +992                               | +58                                      |
| رمز الإنترنت                                              | .tj                                | .ve                                      |
| المنطقة الزمنية                                           | ت ع م+05:00                        | 00                                       |

## منظمات دولية مشتركة
يشترك البلدان في عضوية مجموعة من المنظمات الدولية، منها:
| علم المنظمة | اسم المنظمة                        | تاريخ انضمام طاجيكستان | تاريخ انضمام فنزويلا |
| ----------- | ---------------------------------- | ---------------------- | -------------------- |
|             | مؤسسة التمويل الدولية              | 2 ديسمبر 1994          | 28 ديسمبر 1956       |
|             | منظمة حظر الأسلحة الكيميائية       | ?                      | ?                    |
|             | الأمم المتحدة                      | 2 مارس 1992            | 15 نوفمبر 1945       |
|             | الاتحاد الدولي للاتصالات           | 28 أبريل 1994          | 13 أغسطس 1920        |
|             | منظمة الشرطة الجنائية الدولية      | ?                      | ?                    |
|             | البنك الدولي للإنشاء والتعمير      | 4 يونيو 1993           | 30 ديسمبر 1946       |
|             | الاتحاد البريدي العالمي            | ?                      | ?                    |
|             | وكالة ضمان الاستثمار متعدد الأطراف | 9 ديسمبر 2002          | 9 مايو 1994          |
|             | يونسكو                             | 6 أبريل 1993           | 25 نوفمبر 1946       |

## وصلات خارجية
- موقع وزارة الخارجية الفنزويلية